# Дубовской, Анатолий Анатольевич
Анатолий Анатольевич Дубовской (Дубовсков) (1879 — не ранее 1925) — участник Белого движения на Юге России, командир донских казачьих частей, полковник. 

## Биография
Из дворян Области Войска Донского. Сын офицера.
Окончил Донской кадетский корпус (1898) и Константиновское артиллерийское училище (1900), откуда выпущен был хорунжим в 7-ю Донскую казачью батарею. Затем служил в 16-й и 3-й донских казачьих батареях. Произведен в сотники 15 апреля 1904 года, в подъесаулы — 15 апреля 1908 года.
С началом Первой мировой войны был переведен в 14-ю Донскую казачью батарею. За боевые отличия был награждён несколькими орденами, в том числе орденом Св. Анны 4-й степени с надписью «за храбрость». Произведен в есаулы 31 марта 1916 года «за выслугу лет». 24 августа 1916 года назначен командующим 25-й Донской казачьей батареей, а 10 октября 1917 года произведен в войсковые старшины с утверждением должности.
В Гражданскую войну участвовал в Белом движении на Юге России. С 1918 года служил в Донской армии. С 10 апреля 1918 года был начальником 1-го Новочеркасского отдела Центрального артиллерийского склада, 25 декабря того же года произведен в полковники. С 12 февраля 1919 года назначен командиром 4-й Донской батареи, с 13 апреля — командиром 1-го Пластунского артиллерийского дивизиона, а затем — командиром 1-й Донской пластунской батареи. В Русской армии — командир 1-й батареи 1-го Донского легкого артиллерийского дивизиона. Награждён орденом Св. Николая Чудотворца
За то, что в бою 20 июня 1920 года у д. Фриденсру, идя со своей батареей впереди наступающих цепей нашей пехоты, подошел почти вплотную к указанной деревне, стал на совершенно открытую позицию, сильно обстреливаемую артиллерией противника, и метким огнем выбил из деревни находящуюся там конницу и так метко расстреливал ее при выходе из деревни, что заставил разделиться на две группы и взять разные направления. Своими действиями полковник Дубовской ослабил силу конницы и содействовал в сильной степени нашему успеху.
В октябре 1920 года был назначен командиром 3-го Донского гаубичного дивизиона. Эвакуировался из Крыма на остров Лемнос. Осенью 1925 года — в составе 5-го Донского казачьего полка в Болгарии. Дальнейшая судьба неизвестна.

## Награды
- Орден Святого Станислава 3-й ст. (ВП 6.05.1910)
- Орден Святого Станислава 2-й ст. с мечами (ВП 30.04.1915)
- Орден Святой Анны 4-й ст. с надписью «за храбрость» (ВП 16.08.1915)
- Орден Святой Анны 3-й ст. с мечами и бантом (ВП 7.10.1915)
- Орден Святой Анны 2-й ст. с мечами (ВП 26.09.1916)
- Орден Святителя Николая Чудотворца (Приказ Главнокомандующего № 239, 10 июля 1921)